# Cynthia Ortega-Martijn
Cynthia Apolonia Ortega-Martijn (Willemstad (Curaçao), 9 februari 1956) is een Nederlandse ex-ambtenaar, zelfstandig adviseur en politica voor de ChristenUnie.

## Levensloop
Na haar in Nederland gevolgde studie personeelsmanagement werkte Ortega-Martijn op Curaçao in allerlei ambtelijke functies alvorens ze een management-functie bij de gemeente Rotterdam aanvaardde waarin ze zich toelegde op de problematiek van de integratie. Daarna verliet ze de ambtelijke dienst en begon zij voor zichzelf. Ze werd directeur van BeComU Advies, Training & Coaching, het door haar opgerichte adviesbureau dat zich bezighoudt met organisatorische, personele (Human Resource Management) en maatschappelijke aangelegenheden.
In 2003 besloot Ortega politiek actief te worden. Ze bestudeerde de partijprogramma's van het CDA en de ChristenUnie en besloot voor de laatste te kiezen omdat ze die politieke partij beter bij haar christelijke geloofsovertuiging vond passen. Vooral de opvatting van de ChristenUnie dat de overheid als dienaar van God behoort op te treden, sprak haar aan.
Bij de ChristenUnie heeft ze deel uitgemaakt van de werkgroep Multicultureel en was lid van het permanente campagneteam. Van 30 november 2006 tot 20 september 2012 zat zij voor de ChristenUnie in de Tweede Kamer. Haar portefeuille omvatte sociale zaken en werkgelegenheid, binnenlandse zaken, wonen en integratie, Koninkrijksrelaties en maatschappelijk verantwoord ondernemen.
In de Kamer maakte Ortega zich onder andere hard voor gemeenten met meer dan 100.000 inwoners die geen geld krijgen uit het budget voor de zogeheten krachtwijken en ook niet uit de pot voor het Grotestedenbeleid omdat ze niet voldoen aan de criteria. Specifiek gaat het om vijf gemeenten. Door de ChristenUnie en ook wel daarbuiten worden deze gemeenten aangeduid als de Ortegagemeenten. Ortega stelde in 2010 in een ChristenUnie-nota voor om allochtonen voortaan biculturelen te noemen, omdat het woord allochtoon te besmet zou zijn.
Op 24 april 2010 plaatste het congres in Lunteren haar van plaats 8 naar plaats 5 op de definitieve kandidatenlijst voor de Tweede Kamerverkiezingen van 9 juni. Hoewel ze een derde termijn als Kamerlid na de verkiezingen van 2012 ambieerde, werd ze door haar partij na stemming op 30 juni 2012 niet op de kieslijst geplaatst.

## Persoonlijk
Ortega-Martijn kwam op in haar twintigste levensjaar naar Nederland, woont in Rotterdam en maakt kerkelijk gezien deel uit van de Volle Evangelie Gemeente De Schutse in Rotterdam, waar zij onder meer de functie van oudste heeft bekleed.